# Misetus nordicator
Misetus nordicator là một loài tò vò trong họ Ichneumonidae.